# Martí de Riquer i Morera
Martí de Riquer i Morera (Barcelona, 3 de maig de 1914 - 17 de setembre de 2013), comte de Casa Dávalos, Gran d'Espanya, va ser un escriptor i filòleg català. Fou membre de la Real Academia Española des del 1965, president de la Reial Acadèmia de Bones Lletres de Barcelona (1963-1996), membre de la Real Academia de la Historia, de la Real Academia Sevillana de Buenas Letras, del Centre de Cultura Valenciana i de la Hispanic Society of America, entre altres institucions estrangeres. Fou un dels membres fundadors de la Société Rencesvals, societat d'estudiosos de l'èpica. Així mateix, fou catedràtic emèrit de Literatura Romànica de la Universitat de Barcelona.
Estudiós de la literatura en llengua romanç tant en occità com en castellà i català, fou una de les autoritats més reconegudes en l'àmbit filològic, tant als Països Catalans, com a Espanya i Europa.
El 1991 fou guardonat amb el Premi Nacional d'assaig de les Lletres Espanyoles i el Premi Crítica Serra d'Or d'estudi literari per la seva obra Aproximació al Tirant lo Blanc; el 1992 amb la Creu de Sant Jordi; el 1997 amb el Premi Príncep d'Astúries de Ciències Socials; el 1999 amb el Premi Lletra d'Or per Quinze generacions d'una família catalana; el 2000 amb el Premi Nacional de les Lletres Espanyoles; i el 2005 Joan Carles I li concedí la Grandesa d'Espanya. Fou investit doctor honoris causa per la Universitat de Lieja i La Sapienza de Roma (1990).

## Biografia
Nasqué el 3 de maig del 1914 a Barcelona, net d'Alexandre de Riquer i Ynglada (pintor i escriptor modernista) i nebot del poeta Magí Morera i Galícia. Nascut en el si d'una família noble i benestant, que vivia exclusivament de rendes, Martí de Riquer va estudiar comerç, però ràpidament va dedicar-se a l'estudi de textos catalans de l'edat mitjana. Format a les classes de Joan Petit i Carles Riba a la Fundació Bernat Metge, va desplegar una intensa activitat en el periodisme cultural des del diari La Publicitat. Ja l'any 1934 sota el mestratge de Josep Maria de Casacuberta publicava un estudi sobre l'humanisme a Catalunya i l'any 1935 l'editorial Barcino li publicava l'edició crítica de Scipió e Anibal.
En esclatar la Guerra civil resta a Barcelona on entrà al Servei per a la Recuperació del Patrimoni de la Generalitat de Catalunya, en el servei de recuperació d'arxius, dirigit per Agustí Duran i Sampere. Al final de 1937, el 17 d'octubre, fuig a França i després passa a Burgos on col·labora en la primera etapa de la revista Destino i s'integra a l'exèrcit franquista, formant part del Terç de Requetès de la Mare de Déu de Montserrat i participa en la batalla de l'Ebre. En el transcurs de la guerra és ferit a Benissa (Marina Alta) i perd un braç.
Un cop acabada la guerra, abandona l'escriptura en llengua catalana i continua col·laborant en la revista Destino (ara ja a Barcelona) i en els diaris La Vanguardia i Solidaridad Nacional i participa activament en la política cultural del règim. Serà membre de la junta de l'Ateneu Barcelonès fins a l'any 1952. Fa els estudis de Filosofia i Lletres, es llicencia el 1942 i obté el doctorat el 1945, i ocupa càrrecs a la Delegació de Prensa i Propaganda franquista a la província de Barcelona (Delegat de 1940-1942) i ingressa a la Universitat de Barcelona com a funcionari acadèmic. Va incorporar-s'hi, el 1942, com a professor auxiliar temporal de Filologia Moderna, i s'encarregà, fins al 1946, de la càtedra vacant d'Història de la Llengua i Literatura Espanyoles, i com a professor encarregat i després adjunt (1947-1950) a la càtedra de Literatures romàniques, la càtedra de la qual l'obtingué el 1950 i va mantenir fins a la jubilació el 1984, i en qualitat d'emèrit fins al 1990. El 1941 es casà amb Maria Ysabel Permanyer i Cintrón, amb qui tindrà sis fills, entre ells els professors Borja de Riquer i Permanyer i Isabel de Riquer i Permanyer.

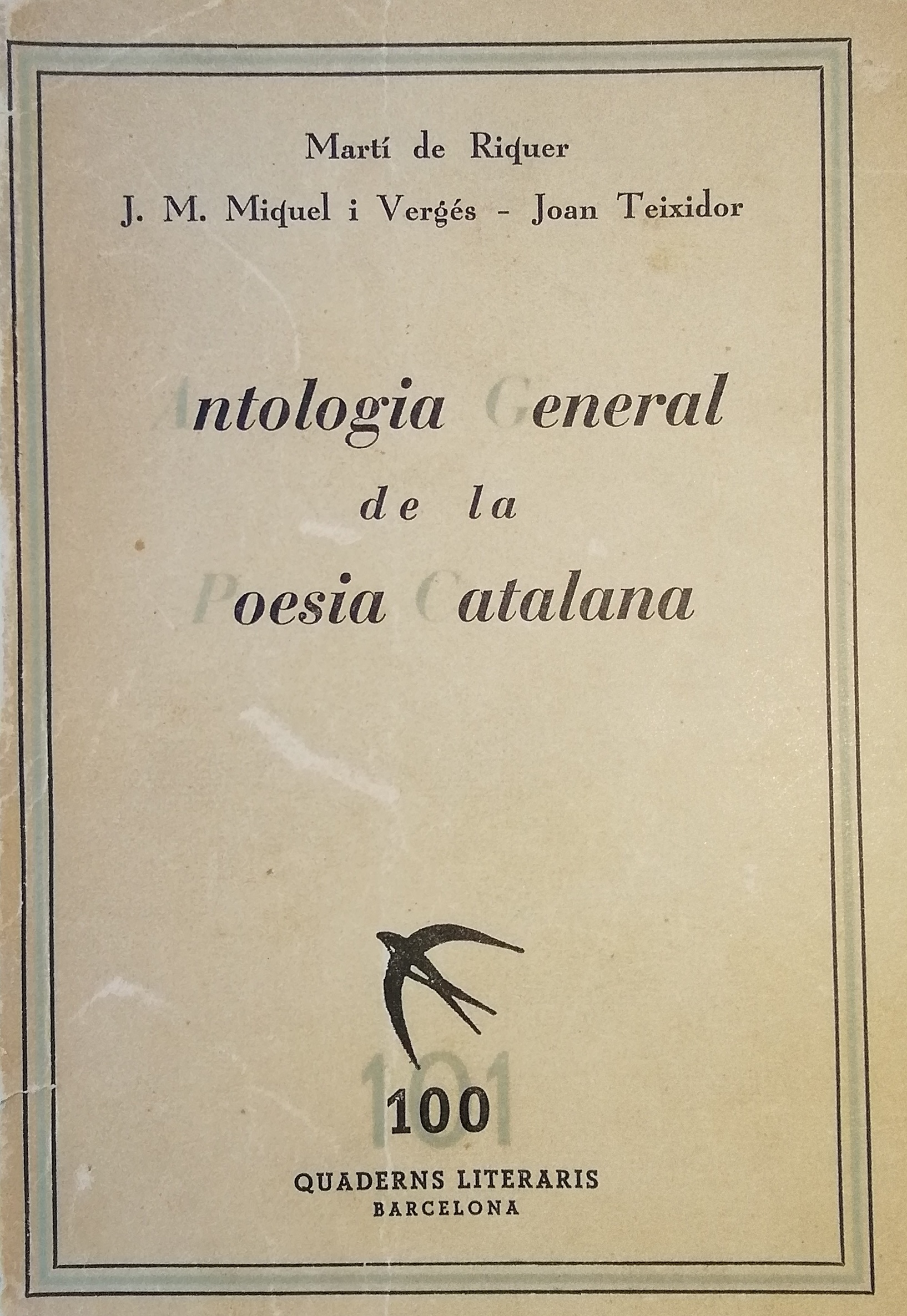
Antologia General de la Poesia Catalana, una de les primeres obres publicades per Martí de Riquer l'any 1936, juntament amb Joan Teixidor i J. M. Miquel i Vergés. Publicat dins la col·lecció Quaderns Literaris

Durant el franquisme Martí de Riquer va defensar des de dins del règim un reconeixement i tolerància per a la llengua i cultura catalanes especialment a partir de 1946. Prova d'això és el seu informe secret encarregat pel Consejo Nacional del Movimiento sobre la situació del franquisme a Catalunya i on aconsellava l'oficialització i reconeixement del català. L'any 1960 és nomenat professor del príncep Joan Carles. Martí de Riquer s'anirà desvinculant del règim franquista i acaba formant part del Consell Privat de Joan de Borbó i Battenberg fins a la seva dissolució l'any 1969. El juny de 1977 és nomenat senador a les Corts espanyoles per designació reial en la legislatura constituent (1977-1979); l'agost de 1978 s'integrarà al grup del Senat de l'Entesa dels Catalans, encapçalat pel senador Josep Benet i Morell, no tornant a l'activitat política després de la fi de la legislatura. El 1965 fou vicerector de la Universitat de Barcelona, i exercí el càrrec durant la Caputxinada, càrrec del qual en dimitirà poc després. Entre 1970 i 1976 feu una estada a la Universitat Autònoma de Barcelona, durant la seva etapa inicial i participà en la creació dels estudis de lletres.
Morí el 17 de setembre 2013 a Barcelona als 99 anys.

## Obres publicades
- L'humanisme català (1388-1494) Barcelona: Barcino, 1934.
- Humanisme i decadència en les lletres catalanes Barcelona: Revista de Catalunya, 1934.
- Comentaris crítics sobre clàssics catalans Barcelona: Barcino, 1935.
- Antologia General de la Poesia Catalana. Barcelona: Quaderns Literaris, 1936. (co-autor)
- Manual de heráldica española Barcelona: Apolo, 1942.
- La lírica de los trovadores Madrid: CSIC, 1948.
- Los cantares de gesta franceses, Madrid: Gredos, 1952.
- Història de la literatura catalana, Barcelona: Ariel, 1964-1966.
- Història de la literatura universal, Barcelona: Noguer, 1957-1959 (en col·laboració amb José María Valverde).
- Caballeros andantes españoles, Madrid: Espasa Calpe, 1967.
- La leyenda del graal y temas épicos medievales, Madrid: Prensa española S.A, 1968.
- L'arnès del cavaller: armes i armadures catalanes medievals, Barcelona: Ariel, 1968.
- Cavalleria: fra realtà e letteratura nel Quattrocento, Bari: Adriatica, 1968.
- El combate imaginario: Las cartas de batalla de Joanot Martorell, Barcelona: Seix Barral, 1972 (en col·laboració amb Mario Vargas Llosa).
- Los trovadores, Barcelona: Planeta, 1975.
- Heràldica catalana des de l'any 1150 al 1550, Barcelona: Quaderns Crema, 1983
- Chanson de Roland - Cantar de Roldán y el Roncesvalles navarro, Barcelona, El festín de Esopo, Edicions dels Quaderns Crema, 1983, ISBN 8485704282 edició de la Chanson de Roland amb traducció al castellà
- Vida i aventures de don Pero Maça, Barcelona: Quaderns Crema, 1984.
- Heráldica Castellana en tiempos de los Reyes Católicos, Quaderns Crema, 1986.
- Estudios sobre el Amadís de Gaula, Barcelona: Sirmio, 1987.
- Cervantes, Passamonte y Avellaneda, Barcelona: Sirmio, 1988.
- Cervantes en Barcelona, Barcelona: Sirmio, 1989. Reeditat a Acantilado el 2005.
- Aproximació al Tirant lo Blanc, Quaderns Crema, 1990 (Premi Nacional d'assaig de les Lletres Espanyoles)
- Tirant lo Blanch, Novela de historia y de ficción, Barcelona: Sirmio, 1992.
- Les poesies del trobador Guillem de Berguedà, Barcelona: Quaderns Crema, 1996.
- Quinze generacions d'una família catalana, Barcelona: Quaderns Crema, 1998. (Premi Lletra d'Or)
- Llegendes històriques catalanes, Barcelona: Quaderns Crema, 2000.
- Para leer a Cervantes, Barcelona: Acantilado, 2003.
- Vida y amores de los trovadores y sus damas, Barcelona: Acantilado, 2004.
- Vida i aventures del cavaller valencià don Pero Maça, Barcelona: Quaderns Crema, 2004.
- Reportajes de la Historia, Barcelona: Acantilado, 2010.
- Spinoza i els gentils/El triomf de la fonètica, Barcelona: Quaderns Crema, 2014.

### Edicions a cura de Martí de Riquer
- Antoni Canals, Scipió e Anibal. De providència. De arra de ànima, Barcelona: Barcino, 1935.
- Jordi de Sant Jordi, Poesies, Barcelona: Catalònia, 1935.
- Bernatz de Ventadorn, Poesías, Barcelona: Yunque, 1940.
- Sebastián de Covarrubias, Tesoro de las lenguas castellana o española, Barcelona: Horta,1943.
- Miguel de Cervantes, Don Quijote de la Mancha, Barcelona: Juventud, 1944.
- Jacinto Verdaguer, L'Atlàntida, Barcelona: Ayuntamiento de Barcelona, 1946.
- Pero Martínez, Obras, Barcelona: CSIC, 1946.
- Cerverí de Girona, El trovador Cerverí de Girona, Barcelona: Universitat de Barcelona, 1946.
- Joanot Martorell, Martí Joan de Galba, Tirant lo Blanc, Barcelona: Selecta, 1947.
- Joanot Martorell, Martí Joan de Galba, Tirante el Blanco: traducción castellana de 1511, Barcelona: Asociación de Bibliófilos, 1947-1949.
- Andreu Febrer, Poesies, Barcelona: Barcino, 1951.
- Gilabert de Proíxita, Poesies, Barcelona: Barcino, 1954.
- Juan Boscán, Obras poéticas, Barcelona: Facultat de Filosofia i Lletres, Universitat de Barcelona, 1957 (amb Antoni Comas i Joaquim Moles).
- Guillem de Berguedà, Guillem de Berguedà, Espluga de Francolí: Abadia de Poblet, 1971.
- Alonso Fernández de Avellaneda, Don Quijote de la Mancha, Madrid: Espasa-Calpe, 1972.
- Fernando de Rojas, La celestina, Madrid: Alfaguara, 1974.
- Chrétien de Troyes, Li contes del graal, Madrid: Espasa-Calpe, 1961. Reeditat a Acantilado el 2003.
- Alan Chartier, La belle dame sans merci, Barcelona: Quaderns Crema, 1983.
- Chanson de Roland. El Cantar de Roldán y el Roncesvalles navarro, Barcelona: El Festín de Esopo, 1983. Reeditat a Acantilado el 2003.
- Arnaut Daniel, Poesías, Barcelona: Acantilado, 2004.